# Jörg Kallenborn
Jörg Kallenborn (* 1. August 1967) ist ein ehemaliger deutscher Fußballspieler.

## Karriere
Kallenborn hatte seinen einzigen Einsatz im deutschen Profifußball am 17. September 1987. Er stand in Diensten des Bundesligisten FC 08 Homburg. In der Saison 1987/88 wurde er im Spiel gegen Eintracht Frankfurt von Interimstrainer Gerd Schwickert für den Doppeltorschützen Michael Blättel in der 73. Spielminute eingewechselt. Das Spiel wurde 5:2 gewonnen.